# Носовське сільське поселення
Носовське сільське поселення — муніципальне утворення в Неклинівському районі Ростовської області.
Адміністративний центр поселення — село Носово.
Населення — 2005 осіб (2010 рік).

## Географія
Носовське сільське поселення розташоване на північний захід від Таганрогу на північній стороні Міуського лиману.

## Історія
У 1998 році Носівська сільська рада була перейменована на Носовську сільську адміністрацію.
У грудні 2004 року обласним законом були встановлені сучасні межі муніципального утворення «Носовське сільське поселення».

## Адміністративний устрій
До складу Носівського сільського поселення входять:
- село Носово — 731 особа (2010 рік);
- хутір Олександрово-Марково — 385 осіб (2010 рік);
- село Іванівка — 335 осіб (2010 рік);
- хутір Калинівка — 69 осіб (2010 рік);
- хутір Мураловка — 36 осіб (2010 рік);
- хутір Таврійський — 449 осіб (2010 рік).